# Johann Wolfgang von Goethe
Johann Wolfgang von Goethe, nemški pisatelj, pesnik, dramatik, politik, znanstvenik in filozof, * 28. avgust 1749, Frankfurt na Majni, Nemčija, † 22. marec 1832, Weimar, Nemčija.
Bil je ena osrednjih osebnosti evropske predromantične književnosti, leta 1782 je bil povzdignjen v plemiški stan.
Poleg tega je raziskoval in objavljal na različnih naravoslovnih področjih. Od leta 1776 je na weimarskem dvoru opravljal različne politične in administrativne funkcije. Goethejevo literarno delo obsega pesmi, drame, pripovedna dela (v verzih in prozi), avtobiografske, estetske, umetnostne in literarno teoretske kot tudi naravoslovne spise. Tudi njegova obširna korespondenca je zelo pomembna. Goethe je bil začetnik in najpomembnejši predstavnik viharništva. V celotni Evropi je zaslovel z romanom »Trpljenje mladega Wertherja«. Kasneje se je vsebinsko in formalno obrnil k idealom antike in je od leta 1790 naprej skupaj s Friedrichom Schillerjem veljal za najpomembnejšega predstavnika weimarske klasike. V svoji visoki starosti je tudi v tujini veljal za predstavnika duhovne Nemčije. Medtem ko je spoštovanje do Goetheja po njegove smrti sprva upadlo, je v Nemškem cesarstvu od leta 1871 predstavljal »simbol nemške narodne zavesti«. Pri tem pa niso častili samo dela, temveč tudi osebnost književnika, katerega način življenja je bil vselej vreden posnemanja. Do danes velja Goethe za najpomembnejšega nemškega književnika, njegovo delo pa prištevamo med  vrhunce svetovne literature.
Na njegovo književno delo so močno vplivale številne ljubezenske zveze. Imel naj bi vsaj 30 različnih deklet.

## Življenje

### Rojstvo in mladost
Johann Wolfgang von Goethe je bil rojen 28. avgusta 1749 v današnji Goethejevi hiši v ulici »Großer Hirschgraben« v Frankfurtu. Njegov oče Johann Caspar Goethe (1710–1782) svojega pravniškega poklica ni opravljal, temveč se je preživljal s prihodki od svojega premoženja, ki so kasneje tudi njegovemu sinu omogočili finančno preskrbljenost. Kot izobraženca ga je zanimalo veliko stvari. Bil je strog in pedanten, kar je v družini povzročalo veliko konfliktov. Goethejeva mama, Catharina Elisabeth Goethe, rojena Textor (1731–1808),  je izvirala iz premožne in ugledne družine v Frankfurtu, saj je njen oče deloval kot župan.
Radoživa in družabna gospa se je s 17 leti poročila s takrat 38-letnim svetnikom Goethejem. Po Johannu Wolfgangu so se jima rodili še štirje otroci, od katerih je le malo mlajša sestra Cornelia preživela otroštvo. Z njo je imel Goethe tesen in zaupen odnos. Oba sta bila zelo izobražena. Od leta 1756 do 1758 je Johann Wolfgang obiskoval javno šolo. Za tem je oba s sestro poučeval tako njun oče kot tudi domači učitelj. V učnem načrtu so bili: francoščina, angleščina, italijanščina, latinščina, grščina, naravoslovni predmeti, religija in risanje. Poleg tega se je Goethe učil še igranja čela in klavirja, jahanja, mečevanja in plesa.
Že zgodaj je stopil v stik z literaturo. Začelo se je z maminimi pravljicami za lahko noč in branju biblije v pobožni, luteransko – protestantski družini. Za božič leta 1753 je od svoje babice v dar prejel gledališče ročnih lutk. Za slednje je napisal svoje prve prizore, ki jih je z navdušenjem uprizarjal skupaj s prijatelji. Doma je veliko bral, saj je imel njegov oče knjižnico z okoli 2000 knjigami. Tako se je Goethe med drugim že kot otrok seznanil z ljudsko knjigo dr. Fausta. V obdobju sedemletne vojne je bil od leta 1759 do 1761 pri Goethejevi družini nastanjen francoski oficir. Prav njemu in spremljajoči igralski skupini dolguje slavni nemški književnik zahvalo za svoje prvo srečanje s francosko dramatiko.

### Študij in prvo literarno ustvarjanje

#### Leipzig
Na zahtevo očeta je začel jeseni leta 1765 študirati pravo v Leipzigu. V nasprotju s starofrankovskim Frankfurtom je bil Leipzig odprto in svetovljansko mesto. Da bi ga njegove someščanke in someščani sprejeli, je moral svoj način oblačenja in olike prilagoditi elegantnemu stilu življenja. Zelo kmalu je začel zanemarjati svoj študij. Raje kot to je obiskoval predavanja iz poetike pri Christianu Fürchtegottu Gellertu, ki pa nad poetičnimi poizkusi svojega učenca nikakor ni bil navdušen.
Velikega pomena zanj je bilo srečanju s slikarjem Adamom Friedrichem Oeserjem, pri katerem je nadaljeval pouk risanja in preko katerega se je seznanil z učnimi pristopi Johanna Joachimom Winckelmanna in njegovim antičnim umetnostnim idealom. 
Poleg tega je Oeser spodbujal tudi Goethejevo razumevanje umetnosti in njegov kritičen pogled na umetnost. Pri bakrorezcu se je izučil tehnike lesoreza in jedkanice.
Kot 16 in 17-leten je užival v svobodi daleč stran od doma. Obiskoval je gledališke predstave ali pa je večere preživljal s prijatelji ob pivu, npr. v Auerbachovi kleti. V času bivanja v Leipzigu se je prvič zaljubil. Romanca z obrtnikovo hčerko Käthchen Schönkopf se je sporazumno po dveh letih končala. Izbruh čustev je vplival na njegov stil pisanja; če je prej pisal pesmi v brezhibnem stilu rokokoja, je bil ta sedaj svobodnejši in burnejši. Zbirka 19 pesmi, ki jih je prepisal in ilustriral Goethejev  prijatelj Ernst Wolfgang Behrisch, je izšla v knjigi ''Annette''.
Njegova naslednja pesemska zbirka Nove pesmi iz leta 1769 je bilo prvo natisnjeno Goethejevo delo.  Julija leta 1768 je obolel za hemoptizo (najverjetneje tuberkulozo). Ko je bil spet pri močeh, se je v avgustu vrnil domov.

### Minister v Weimarju
Novembra 1775 je Goethe prispel v Weimar. Glavno mesto vojvodine Saške-Weimar-Eisenach je štelo okrog 6.000 prebivalcev (vojvodina okrog 100.000) in je bilo po zaslugi vojvodove mame Anne Amalie na tem, da se razvije v kulturno središče. Goethe si je hitro pridobil zaupanje vojvode. Ko mu je ta predlagal možnost sodelovanja pri vodenju države, je po kratkem obotavljanju nalogo vendarle sprejel. Do tega ga je gnala potreba po praktično-učinkoviti dejavnosti: »Četudi bi bilo le nekaj let, je še vedno bolje kot nedejavno življenje doma, kjer tudi pri najboljši volji nimam kaj početi. Tukaj imam vendar nekaj vojvodin pred sabo«.

### Obdobje weimarske klasike

#### Odnos s Christiane Vulpius
Nekaj tednov po vrnitvi iz Italije se je zapletel v odnos s 23-letno Christiane Vulpius, ki je kmalu postala njegova življenjska sopotnica. Decembra leta 1789 se jima je rodil sin August, sledili so še 4 otroci, ki pa niso živeli več kot nekaj dni. Christiane je bila slabo izobražena in je  odraščala v skromnih razmerah, zato je weimarska družba, v katero je Goethe zahajal, ni sprejela. Veljala je za prostaško in zabave željno, vstop v elitno družbo pa ji je otežil tudi slab socialni položaj. Goethe je cenil njeno čisto in veselo naravo. V zvezi s svojim „malim Eroticonom“, kot jo je poimenoval, je ostal vse do njene smrti leta 1816 in ji s poroko leta 1806 olajšal družbeni položaj.

#### Uradne funkcije in politika
Po vrnitvi ga je vojvoda razrešil večine uradnih dolžnosti, mesto v svetu in s tem možnost političnega vplivanja pa je vendarle obdržal. Prevzel je vrsto nalog s kulturnega in znanstvenega področja, pri tem pa tudi vodstvo šole risanja in nadzor nad javnim gradbeništvom. Od leta 1791 do 1817 je vodil weimarsko dvorno gledališče – nalogo, ki je terjala veliko časa. Pristojen je bil za vse zadeve - od izbire prizorov, njenih uprizoritev do finančnega načrtovanja.  Poleg tega je Goethe ob priložnostih deloval tudi kot svetovalec na Univerzi Jena, ki je spadala pod vojvodino. Njegovo sodelovanje dolguje zahvalo številnim priznanim profesorjem, kot so: Johann Gottlieb Fichte, Georg Wilhelm Friedrich Hegel, Friedrich Schelling in Friedrich Schiller. Po tem, ko mu je bil leta 1807 dodeljen nadzor nad univerzo, se je Goethe zavzemal predvsem za izgradnjo naravoslovne fakultete. K njegovim zadolžitvam je spadalo tudi trimesečno potovanje v Benetke leta 1790, z namenom, da bi šel iskat vojvodovo mamo, ki se je vračala iz Italije.  Navdušenje nad prvim potovanjem po Italiji se ni ponovilo, saj je sedaj razočarano opazil tudi politične in socialne nepravilnosti v državi. 
1789 je Evropo pretresla Francoska revolucija, ki ji je Goethe nasprotoval. Bil je zagovornik postopnih reform in se je zaradi nasilnih izgredov ob spremstvu revolucij čutil odrinjenega. Po drugi strani je za to krivil »Ancien regime«. Ozirajoč se nazaj je kasneje rekel:
Poleg tega sem bil popolnoma prepričan, da za kakršnokoli veliko revolucijo nikoli ni kriv narod, temveč oblast. Do revolucije nikakor ne more priti, če so vlade vedno pravične in pozorne, tako, da se jim izognejo s  sodobnimi izboljšavami in spremembami in se ne upirajo toliko časa, da bi bilo potrebno izsiliti spremembe od spodaj.

1792 je Goethe na vojvodovo željo sodeloval v prvi koalicijski vojni proti revolucionarni Franciji. Kot opazovalec je bil tri mesece priča bedi in nasilju vojne, ki se je končala s francosko zmago. Poleti 1793 je bil na željo vojvode ponovno tri mesece na poti, da bi sodoživljal  obleganje Mainza. 
1796 je vojvodina pristopila k prusko-francoskemu separatnemu miru Basla. Sledilo je 10-letno mirno obdobje, ki je v središču – zaradi vojnih dogodkov –  pretresene Evrope omogočila razcvet weimarske klasike.

### Smrt
22. marca 1832 je Goethe umrl domnevno zaradi srčnega infarkta. Ni dokazano, da naj bi se njegove zadnje besede glasile:  „Več svetlobe!“ Izjava namreč izvira od njegovega zdravnika Carla Vogla, ki se v tistem trenutku ni zadrževal v sobi, kjer je Goethe umrl. Goethe je bil 26. marca pokopan v grobnici v Weimarju.

## Dela
Goethe je bil vsestranski književnik - pisatelj, pesnik in dramatik. Najpomembnejša dela so prevedena tudi v slovenščino:
Njegovi najpomembnejši romani:
- Trpljenje mladega Wertherja, 1774 (Die Leiden des jungen Werthers) - sentimentalni pisemski roman
- Učna leta Wilhelma Meistra, 1795 (Wilhelm Meisters Lehrjahre)
- Popotna leta Wilhelma Meistra, 1821, (Wilhelm Meisters Wanderjahre)

Njegovo najpomembnejše delo je dramska pesnitev Faust, ki je izšla v dveh delih (1808 in 1833). Nastajala je skoraj 60 let. Govori o srednjeveškem magu Faustu, ki želi doseči vse znanje. Skuša ga hudič v podobi duha Mefista. Faust na koncu spozna, da je smisel življenja v pomoči ostalim ljudem.
Pomembna je tudi Goethejeva lirika. Njegove pesmi so izšle v več pesniških zbirkah. Ena najlepših pesmi je Popotnikova nočna pesem. Ukvarjal pa se je tudi s parabolami. Znane so predvsem njegove parabolične balade iz let, ko je deloval v Weimarju (»Weimarska klasika«), npr. Der Schatzgräber (slovenski prevod: V risu).